# Theridion apulco
Theridion apulco là một loài nhện trong họ Theridiidae.
Loài này thuộc chi Theridion. Theridion apulco được Herbert Walter Levi miêu tả năm 1959.